# Oh Seung-Lip
Oh Seung-Lip (en coreano: 오 승립; 6 de octubre de 1946) es un deportista surcoreano que compitió en judo.
Participó en los Juegos Olímpicos de Múnich 1972, obteniendo una medalla de plata en la categoría de –80 kg. Ganó una medalla de bronce en el Campeonato Mundial de Judo de 1969.

## Palmarés internacional
| Juegos Olímpicos   | Juegos Olímpicos          | Juegos Olímpicos  | Juegos Olímpicos |
| Año                | Lugar                     | Medalla           | Categoría        |
| ------------------ | ------------------------- | ----------------- | ---------------- |
| 1972               | Múnich (RFA)              | Medalla de plata  | –80 kg           |
| Campeonato Mundial |                           |                   |                  |
| Año                | Lugar                     | Medalla           | Categoría        |
| 1969               | Ciudad de México (México) | Medalla de bronce | –80 kg           |